# Triều Konbaung
Triều Konbaung (tiếng Myanmar: ကုန်းဘောင်ခေတ; Hán-Việt: Cống Bản 貢榜), còn được gọi là Đệ tam Đế chế Miến Điện và trước đây được gọi là vương triều Alompra, hoặc vương triều Alaungpaya, là triều đại cuối cùng cai trị Miến Điện từ 1752 đến 1885. Đây là đế chế lớn thứ hai trong lịch sử Miến Điện và tiếp tục cải cách do triều Toungoo bắt đầu, đặt nền móng cho nhà nước Miến Điện hiện đại. Tuy nhiên các cải cách tỏ ra không đủ để ngăn chặn sự phát triển của người Anh, quốc gia đã đánh bại người Miến Điện trong cả ba cuộc chiến tranh Anh-Miến kéo dài sáu thập kỷ (1824–1885) và kết thúc chế độ quân chủ hàng thiên niên kỷ của Miến Điện vào năm 1885.
Một triều đại bành trướng, các vua Konbaung tiến hành các chiến dịch chống lại Manipur, Arakan, Assam, vương quốc Mon của Pegu, vương quốc Xiêm Ayutthaya, và triều đại nhà Thanh của Trung Quốc - theo cách đó đã thiết lập ra Đệ tam Đế chế Miến Điện. Qua các cuộc chiến tranh và hiệp ước sau này với người Anh, nhà nước Miến Điện hiện đại có biên giới hiện tại có nguồn gốc từ những sự kiện này.
Trong suốt triều đại Konbaung, kinh đô đã được di dời nhiều lần vì các lý do tôn giáo, chính trị và chiến lược.

## Tên gọi
Triều Konbaung có nhiều tên gọi khác nhau, Nhà Thanh gọi triều Konbaung là vương triều Cống Bảng (贡榜王朝), hoặc đơn giản là Miến Điện (緬甸). Đại Việt, Đại Nam cũng gọi triều Konbaung là Miến Điện trong bang giao giữa hai nước với nhau.

## Lịch sử

### Thành lập
Vương triều được thành lập một cách oanh liệt bởi một từ trưởng, sau này được biết tới là Alaungpaya. Năm 1752, Vương quốc Hanthawaddy phục vị vừa lật đổ triều Taungoo, đề không thừa nhận Hanthawaddy, Alaungpaya một tù trưởng người Miến ở làng Moksobo (nay là Shwebo) ngay cạnh Innwa (thủ phủ bang Mandalay) ở Thượng Miến đã phát triển thế lực của mình. Mặc dù sau đó hậu duệ nhà Taungoo vẫn tuyên bố vương quyền, nhưng Alaungpaya không phục mà tự lập nên Triều Konbaung, lấy chính quê mình làm kinh đô. Năm 1757, lực lượng Alaungpaya đã tái thống nhất toàn bộ Miến Điện (và Manipur) và đánh bật Pháp và Anh đang cung cấp vũ trang cho Hanthawaddy.

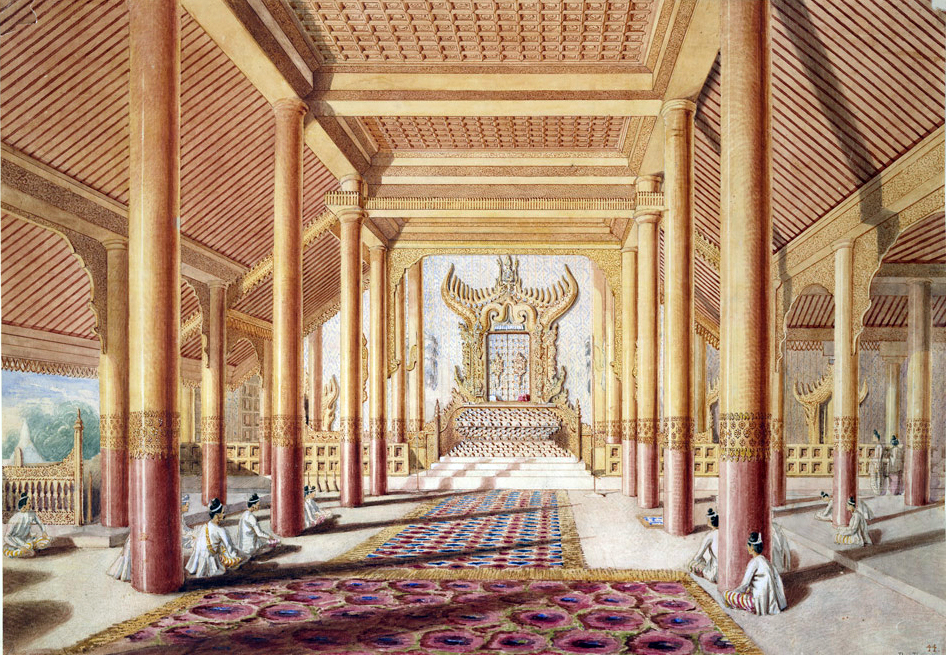
Ngai vàng sư tử trong đại điện Hoàng cung Amarapura (Tranh của Colesworthy Grant, 1855).

Năm 1759, Triều Konbaung bắt đầu tiến hành xâm lược Ayuthaya của người Thái, nhưng lần thứ nhất thất bại phải triệt thoái, vua Alaungpaya bị thương nặng và chết trên đường rút lui.
Con trai thứ hai của Alaungpaya, Hsinbyushin, lên ngôi sau thời gian ngắn Naungdawgyi (1760–1763), anh trai của mình nắm quyền. Ông tiếp tục chính sách bành trướng của cha mình và cuộc chinh phạt (1764-1766) kết thúc thắng lợi, Ayuthaya thất thủ. Tiếp tục chủ nghĩa bành trướng, Triều Konbaung còn tiến hành xâm lược Lan Na, Lào.

### Cải cách
Nhận thấy nhu cầu hiện đại hóa, các quân chủ Konbaung đã cố gắng ban hành nhiều cải cách khác nhau nhưng thành công hạn chế. Vua Mindon Min cùng với em trai của mình là Thái tử Kanaung Mintha đã thành lập các nhà máy quốc doanh để sản xuất vũ khí hiện đại và hàng hóa; cuối cùng, những nhà máy này tỏ ra tốn kém hơn là hiệu quả trong việc ngăn chặn sự xâm lược và chinh phạt của ngoại bang.
Mindon Min cũng cố gắng giảm gánh nặng thuế bằng cách giảm thuế thu nhập cao và tạo ra một loại thuế tài sản, cũng như thuế hải quan đối với hàng xuất khẩu sang nước ngoài. Những chính sách này có tác động ngược lại vì nó làm tăng thêm thuế, quan chức địa phương tận dụng cơ hội để ban hành các loại thuế mới mà không xóa bỏ, giảm các mức thuế cũ; quan chức địa phương có thể làm như vậy vì sự kiểm soát từ trung ương rất yếu. Ngoài ra, thuế đối với hàng xuất khẩu nước ngoài cũng đã kìm hãm thương mại và thương nghiệp đang phát triển.
Các vị vua Konbaung đã mở rộng các cải cách bắt đầu từ thời kỳ Vương triều Toungoo được Phục vị (1599–1752), và đạt được mức độ kiểm soát trong nước, giữ ổn định và mở rộng ra bên ngoài chưa từng có. Triều Konbaung thắt chặt quyền kiểm soát ở các vùng đất thấp và giảm bớt các đặc quyền cha truyền con nối của các tù trưởng Shan. Đồng thời cũng tiến hành các cải cách thương mại nhằm tăng thu nhập của triều đình và khiến ngân khô tăng nhiều hơn. Kinh tế tiền tệ tiếp tục tăng trưởng. Năm 1857, vua Mindon Min đã ban hành một hệ thống chính thức về thuế và lương bổng, được hỗ trợ bởi tiền đúc bằng bạc theo tiêu chuẩn đầu tiên của Miến Điện.
Tuy nhiên, mức độ và tốc độ của các cuộc cải cách không đồng đều và cuối cùng được chứng minh là không đủ để ngăn chặn bước tiến của chủ nghĩa thực dân Anh.

### Quan hệ với Xiêm
Năm 1760, Miến Điện bắt đầu một loạt cuộc chiến tranh với Xiêm kéo dài đến giữa thế kỷ 19. Đến năm 1770, những người thừa kế của Alaungpaya đã đánh bại Xiêm La (1767) tam thời, chiếm phần lớn đất nước Lào (1765) và đánh bại bốn cuộc xâm lược của nhà Thanh Trung Quốc (1765–1769). Cuộc chiến với nhà Thanh đã khiến Triều Konbaung không thể duy trì sức mạnh ở Ayuthaya và là thời cơ cho Xiêm trỗi dậy, người Xiêm đã tái chiếm lãnh thổ của mình vào năm 1770, và tiếp tục đánh chiếm Lan Na vào năm 1776. Miến Điện và Xiêm kết thúc chiến tranh cho đến năm 1855 sau nhiều thập niên xung đột liên tục, hai nước đã trao đổi Tenasserim (thuộc Miến Điện) và Lan Na (thuộc Xiêm La).

### Quan hệ với Thanh
Lo ngại trước thế lực ngày càng mạnh của Triều Konbaung, năm 1765, Hoàng đế nhà Thanh là Càn Long phái quân Vân Nam chinh phạt nhưng thất bại. Ba lần tiếp theo, Càn Long phái quân Bát Kỳ tinh nhuệ sang, song cũng đều thất bại. Năm 1770, bất chấp chiến thắng trước quân đội Trung Quốc, vua Hsinbyushin đã đàm phán hòa bình với nhà Thanh và ký một hiệp ước duy trì thương mại song phương với nhà Thanh, vốn rất quan trọng đối với vương triều lúc bấy giờ. Nhà Thanh sau đó đã mở cửa thị trường và khôi phục giao thương với Miến Điện vào năm 1788 sau khi giảng hòa. Từ đó trở đi, mối quan hệ hòa bình và hữu nghị đã có giữa Trung Quốc và Miến Điện trong một thời gian dài.

### Quan hệ với Việt Nam
Năm 1823, các phái đoàn Miến Điện do George Gibson, con trai của một lính đánh thuê người Anh, dẫn đầu đến thành Gia Định Việt Nam. Vua Miến Điện Bagyidaw rất muốn chinh phục Xiêm và hy vọng Việt Nam có thể là một đồng minh hữu ích. Việt Nam sau đó sáp nhập Chân Lạp vào cương thổ. Hoàng đế Việt Nam là Minh Mạng, người vừa lên ngôi sau cái chết của vua Gia Long, vị vua sáng lập nhà Nguyễn. Một đoàn thương mại từ Việt Nam trong thời gian đấy đã có mặt tại Miến Điện, mong muốn mở rộng hoạt động buôn bán yến sào (tổ yến). Tuy nhiên, lợi ích của Bagyidaw trong việc gửi một sứ mệnh trở về là để đảm bảo một liên minh quân sự.

### Quan hệ với Anh và sụp đổ
Đối mặt với một nhà Thanh hùng mạnh và một Xiêm đang trỗi dậy ở phía đông, Bodawpaya đã chinh phạt các vương quốc ở phía tây là Arakan (1784), Manipur (1814) và Assam (1817), dẫn đến một biên giới dài không xác định với Ấn Độ thuộc Anh.
Người châu Âu bắt đầu thiết lập các trạm buôn bán ở vùng châu thổ Irrawaddy trong thời kỳ này. Konbaung cố gắng duy trì nền độc lập của mình bằng cách cân bằng giữa người Pháp và người Anh. Cuối cùng thì thất bại, người Anh cắt đứt quan hệ ngoại giao vào năm 1811, vương triều Konbaung đã chiến đấu và thất bại trong ba cuộc chiến chống lại Đế quốc Anh, đỉnh điểm là sự thôn tính hoàn toàn Miến Điện của người Anh.
Người Anh đã đánh bại quân Miến Điện trong Chiến tranh Anh-Miến Điện lần thứ nhất (1824–1826) sau những tổn thất to lớn cho cả hai bên, cả về nhân lực và tài sản. Miến Điện phải nhượng lại Arakan, Manipur, Assam và Tenasserim, đồng thời bồi thường một triệu bảng Anh.
Năm 1837, anh trai của Vua Bagyidaw, Tharrawaddy Min, chiếm lấy ngai vàng, quản thúc Bagyidaw và xử tử vương hậu Me Nu và anh trai của bà. Tharrawaddy không cố gắng cải thiện quan hệ với Anh.
Con trai của ông ta, Pagan Min, người trở thành vua năm 1846, đã hành quyết hàng nghìn người - một số nguồn cho biết có tới 6,000 người - những người giàu có hơn và có ảnh hưởng hơn ông ta đều bị cáo buộc nhiều tội danh. Trong thời kỳ trị vì của ông, quan hệ với Anh ngày càng trở nên căng thẳng. Năm 1852, Chiến tranh Anh-Miến Điện lần thứ hai bùng nổ. Pagan thoái vị và em trai của mình Mindon Min lên ngôi. Mindon đã cố gắng đưa Miến Điện tiếp xúc nhiều hơn với thế giới bên ngoài, và tổ chức Đại hội kết tập kinh điển Phật giáo lần thứ năm vào năm 1872 tại Mandalay, nhận được sự tôn trọng của người Anh và sự ngưỡng mộ của người dân nước này.
Để tránh bị thôn tính, vào năm 1875, Mindon đã nhượng lại Karenni cho Đế quốc Anh. Mindon qua đời trước khi có thể chọn người kế vị, và Thibaw Min, một hoàng tử có địa vị thấp, được vương hậu Hsinbyumashin (vợ của Mindon), cùng với công chúa Supayalat, đưa lên ngai vàng. Sau khi Thibaw đăng quang, Supayalat đã kết hôn với Thibaw để trở thành vương hậu. Dưới sự chỉ đạo của Supayalat, đã tiến hành thảm sát tất cả những người có khả năng tranh giành ngai vàng trong hoàng tộc Konbaung.
Triều đại kết thúc vào năm 1885 với việc nhà vua và hoàng gia buộc phải thoái vị và lưu đày sang Ấn Độ. Trước tình hình Pháp hợp nhất thuộc địa mới chiếm thành Đông Dương thuộc Pháp, Đế quốc Anh đã sát nhập toàn bộ phần còn lại của Miến Điện sau khi kết thúc Chiến tranh Anh-Miến Điện lần thứ ba vào năm 1885. Việc sáp nhập được công bố tại Quốc hội Anh như một món quà năm mới cho Victoria của Anh vào ngày 1 tháng 1 năm 1886.
Mặc dù vương triều đã chinh phạt những vùng lãnh thổ rộng lớn, nhưng quyền lực trực tiếp của Konbaung chỉ giới hạn ở kinh đô và những vùng đồng bằng màu mỡ của thung lũng Irrawaddy. Những vị vua Konbaung ban hành các loại thuế hà khắc và gặp nhiều khó khăn trong việc chống lại các cuộc nổi loạn trong nước. Vào nhiều thời điểm khác nhau, Shan đã cống nạp cho Vương triều Konbaung, nhưng không giống như các vùng đất Mon, không bao giờ bị kiểm soát trực tiếp bởi người Miến Điện.

## Triều đình

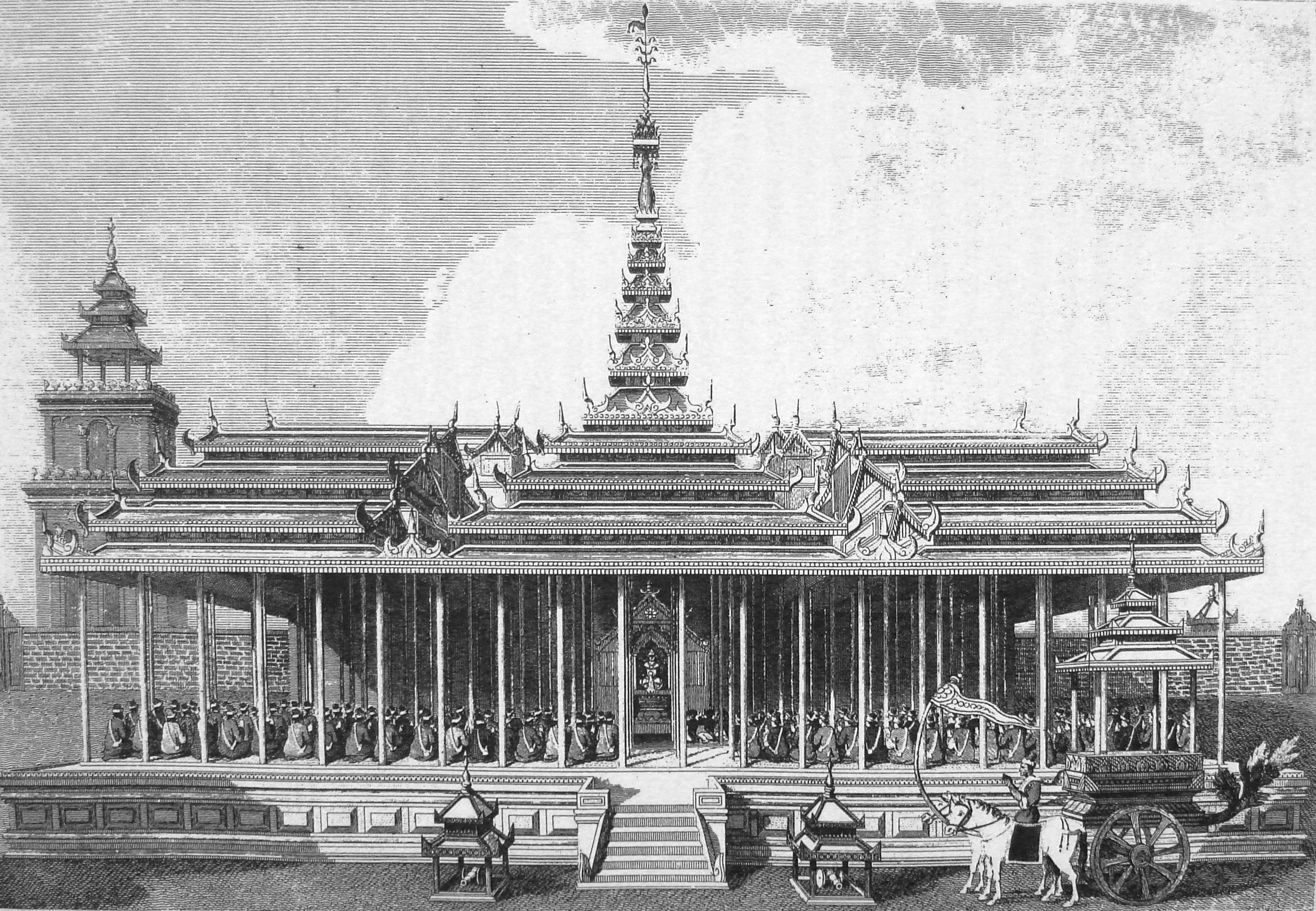
Cung điện ở Amarapura, năm 1795

Vương triều Konbaung là một chế độ quân chủ chuyên chế. Cũng như một số nước trong Đông Nam Á, khái niệm truyền thống về vương quyền đã hướng tới Chakravartin (Quân chủ quyền năng) tạo ra hệ thống mandala hoặc vùng đất quyền năng trong vũ trụ Jambudipa (Nam Thiệm Bộ Châu) của riêng mình, cùng với việc sở hữu voi trắng cho phép họ nhận danh hiệu Hsinbyushin hay Hsinbyumyashin (Chúa tể của những con voi trắng), đã đóng một vai trò quan trọng trong hoạt động của Konbaung. Trên thực tế là mối đe dọa các cuộc đột kích định kỳ và hỗ trợ các cuộc nổi loạn cũng như sự xâm lược và áp đặt quyền thống trị tới các vương quốc láng giềng Mon, Tai Shans và Manipuris.

### Phân cấp hành chính
Vương quốc được chia thành các tỉnh gọi là myo (မြို့). Các tỉnh này được quản lý bởi Myosa (မြို့စား), là thành viên của gia đình hoàng gia hoặc các quan chức cấp cao nhất của Hluttaw. Họ thu thuế cho triều đình hoàng gia, trả cho Shwedaik (Ngân khố Hoàng gia) theo từng đợt cố định và giữ lại bất cứ thứ gì còn sót lại. Mỗi myo được chia thành các huyện gọi là taik (တိုက်), bao gồm các tập hợp các làng được gọi là ywa (ရွာ).
Các tỉnh ven biển ngoại vi của vương quốc (Pegu, Tenasserim, Martaban và Arakan) được quản lý bởi một Tổng trấn gọi là Myowun, người được nhà vua bổ nhiệm và sở hữu các quyền lực dân sự, xét xử, biện lý và quân sự. Các hội đồng cấp tỉnh (myoyon) bao gồm myo saye (thư lại thị trấn), nakhandaw (thụ mệnh giả hoàng gia), sitke (thủ lĩnh chiến tranh), htaunghmu (cai ngục), ayatgaung (quản hạt) và dagahmu (khán môn nhân). Mỗi tỉnh được chia thành các huyện gọi là myo, mỗi huyện do một myo ok (nếu được bổ nhiệm), hoặc bởi myo thugyi (nếu là cha truyền con nối). Tổng trấn Pegu được hỗ trợ bởi một số quan chức bổ sung, bao gồm akhunwun (thuế sứ), akaukwun (khố sứ) và yewun (thủ cảng sứ).
Các lãnh địa triều cống xa xôi ở rìa vương quốc trên thực tế có quyền tự trị và do nhà vua quản lý trên danh nghĩa. Những nhóm này bao gồm người nói tiếng Tai (nơi đã trở thành bang Shan trong thời kỳ cai trị của Anh), các vương quốc Palaung, Kachin và Manipuri. Các thân vương triều cống của những vương quốc này thường xuyên cam kết trung thành và cống nạp cho các vị vua Konbaung (thông qua các nghi lễ gọi là gadaw pwedaw) và được ban cho các đặc quyền của hoàng gia và được chỉ định là sawbwa (từ Shan saopha, 'chúa tể của bầu trời'). Đặc biệt, các gia đình Shan sawbwas thường xuyên kết hôn với tầng lớp quý tộc Miến Điện và có quan hệ mật thiết với triều đình Konbaung.

### Cơ quan hoàng gia
Triều đình được quản lý tập trung bởi một số cơ quan cơ mật của hoàng gia, theo mô hình đã được thiết lập trong vương triều Taungoo.
Hluttaw (လွှတ်တော်, "triều đình") giữ các chức năng lập pháp, quản lý xét xử, quản lý hoàng gia theo sự ủy quyền của quốc vương. Các phiên họp tại Hluttaw được tổ chức 6 giờ sáng hàng ngày, thường kéo dài từ 6 đến 9 giờ sáng và từ trưa đến 3 giờ chiều. Danh sách theo thứ hạng, Hluttaw bao gồm:
- Đứng đầu triều đình - quốc vương, thái tử, thân vương cấp cao, đứng đầu Hluttaw với tư cách là người đứng đầu danh nghĩa.
- Wunshindaw (ဝန်ရှင်တော်, Tể tướng) - từng là Thừa tướng Hluttaw, một chức vụ được lập dưới thời trị vì của Mindon Min và đáng chú ý nhất là Kinwun Mingyi U Kaung
- Bốn Wungyi (ဝန်ကြီး, Thượng thư) - quản lý các vấn đề quản lý chính sự của Hluttaw
  - Bốn Wundauk (ဝန်ထောက်, Thị lang) - chức vụ phó của Wungyi
- Myinzugyi Wun (မြင်ဇူးကြီးဝန်, Thượng thư Binh mã) - là chức vụ cao nhất quản lý quân đội trung ương, giám sát Tatmadaw.
- Athi Wun (အသည်ဝန်, Thượng thư Athi) - chịu trách nhiệm phân bổ nguồn lao động và huy động những người dân thường đóng thuế, được gọi là athi, trong thời chiến

Byedaik (ဗြဲတိုက်, "viện học sĩ") chức năng như là Viện Cơ mật xử lý các công việc nội bộ của triều đình và cũng là người đối thoại giữa nhà vua và các cơ quan hoàng gia khác. Byedaik bao gồm:
- Tám Atwinwun (အတွင်းဝန်, Thượng thư nội vụ)- thông báo các công việc thương mại của Hluttaw cho nhà vua, điều hành các giao dịch nội bộ về các công việc chung liên quan đến triều đình
- Thandawzin (သံတော်ဆင့်, Hàn lâm học sĩ) - thực hiện các nhiệm vụ thư ký và tham dự các buổi yết kiến của nhà vua để ghi chép sắc chỉ của nhà vua và chuyển chúng đến Hluttaw để tuyên cáo
- Simihtunhmu (ဆီမီးထွန်းမှူး, Tổng quản nội vụ) - giữ danh sách tất cả những người ngủ trong cung điện
- Hteindeinyanhmu (ထိန်းသိမ်းရေးမှူး, Quản vụ Hoàng cung) - thực hiện các công việc liên quan đến vật dụng hoàng cung.

Shwedaik (ရွှေတိုက်) là Ngân khố Hoàng gia, đóng vai trò là kho chứa kim loại quý và kho báu của nhà nước. Hơn nữa, Shwedaik còn lưu giữ kho lưu trữ của nhà nước và duy trì nhiều tài liệu khác nhau, bao gồm gia phả chi tiết của các quan chức cha truyền con nối và các báo cáo điều tra dân số. Shwedaik bao gồm:
- Shwedaik Wun (ရွှေတိုက်ဝန်) - Thượng thư tài chính
- Shwedaik Saw (ရွှေတိုက်စော) - Thống sứ ngân khố
- Shwedaik Kyat (ရွှေတိုက်ကြပ်) - Quản sự ngân khố
- Shwedaik Saye (ရွှေတိုက်စာရေး) - Thư lại ngân khố
- Shwedaik Thawkaing (ရွှေတိုက်သော့ကိုင်) - Thủ vệ ngân khố

### Cơ quan nội chính hoàng gia
Mỗi cơ quan hoàng gia bao gồm một đoàn tùy tùng lớn gồm các quan chức cấp trung và cấp thấp chịu trách nhiệm về các công việc hàng ngày. Chúng bao gồm:
- Nakhandaw (နားခံတော် Tổng vụ) - chịu trách nhiệm truyền đạt thông tin liên lạc đến và đi từ Vua và Hluttaw. Cũng đóng vai trò trung gian giữa các cơ quan hoàng gia và giữa vua và các thượng thư. Báo cáo thu thập, sắp xếp, giải thích, đọc tuyên ngôn tại các cuộc họp chính thức, chuyển lệnh cho các hội đồng cấp tỉnh
- Sayedawgyi (စာရေးတော်ကြီး; Đại lục sự) - thực hiện công việc điều hành và điều tra sơ bộ xét xử

- - Saye (စာရေး; lục sự)
- Ameindawgyi (အမိန့်တော်ကြီး) - chuẩn bị và ban hành các sắc lệnh của hoàng gia sau khi thực hiện các bước chuẩn bị cần thiết.[3]
- Athonsaye (အသုံးစာရေး) - giám sát việc xây dựng và sửa chữa tất cả các tòa nhà công cộng[3]
- Ahmadawye (အမှတ်တော်ကြီး) - dự thảo các sắc lệnh và thư sẽ được phát hành bởi Hluttaw

- Awayyauk (အဝေးရောက်) - tiếp nhận và đọc những lá thư từ xa trước khi đệ trình lên các thượng thư[3]
- Thandawgan (သံတော်ခံ) - các quan chức nghi lễ nhận thư thay mặt nhà vua[4]

và có 3 hạng quan chức nghi lễ:
1. Letsaungsaye - đọc danh sách các lễ vật dâng lên Nhà vua tại các buổi lễ của hoàng gia[4]
2. Yonzaw - sắp xếp các buổi lễ hoàng gia và khách mời của nhà vua[4]
3. Thissadawge - ban hành lời thề trung thành cho những người tham gia phục vụ hoàng gia[4]

### Triều đình hoàng gia
Xã hội Konbaung tập trung vào nhà vua, người đã lấy nhiều vợ và sinh nhiều con, tạo ra một gia đình hoàng gia lớn mạnh, hình thành cơ sở quyền lực của vương triều và gia tăng ảnh hưởng trong triều đình. Nó cũng đặt ra các vấn đề về kế vị cũng thường dẫn đến các vụ thảm sát hoàng gia.
Lawka Byuha Kyan' (လောကဗျူဟာကျမ်း), còn được gọi là Inyon Sadan (အင်းယုံစာတန်း), là tác phẩm còn tồn tại sớm nhất về các nghi thức và phong tục của triều đình Miến Điện. Tác phẩm được viết bởi Inyon Wungyi Thiri Uzana, còn được gọi là Inyon Ywaza, dưới thời trị vì của Alaungpaya, người sáng lập ra triều đại Konbaung.
Cuộc sống cung đình trong triều đại Konbaung bao gồm các nghi lễ được hệ thống hóa và nghi lễ đổi mới cùng với sự phát triển của vương triều. Nhiều nghi lễ bao gồm các ý tưởng Ấn Độ giáo được bản địa hóa và điều chỉnh cho phù hợp với các truyền thống hiện có, có nguồn gốc ở cả Miến Điện và Phật giáo. Những nghi lễ này cũng được sử dụng để hợp pháp hóa quyền cai trị của các vị vua Miến Điện, vì các quốc vương Konbaung tuyên bố có nguồn gốc từ Maha Sammata thông qua gia tộc Sakyan (trong đó Đức Phật Thích Ca là một thành viên) và Nhà Vijaya. Cuộc sống trong cung đình được quy định chặt chẽ. Thái giám (မိန်းမဆိုး) giám sát các cung nữ trong gia đình hoàng gia và các gian phòng. Thê thiếp bậc thấp không thể cư trú trong các tòa nhà chính của cung điện.
Những người Bà La Môn, thường được gọi là ponna (ပုဏ္ဏား) trong tiếng Miến Điện, từng là chuyên gia cho các nghi lễ tế tự, chiêm tinh học và các nghi thức sùng kính đối với các vị thần Hindu tại triều đình Konbaung. Họ đóng một vai trò thiết yếu trong các nghi lễ lên ngôi vua, các nghi lễ dâng mình và thiêu thân được gọi là abhiseka (ဗိဿိတ်). Những người Bà La Môn thuộc triều đình (ပုရောဟိတ်, parohita) đã hòa nhập rất tốt vào cuộc sống hàng ngày tại triều đình, cố vấn và tư vấn cho nhà vua về nhiều vấn đề khác nhau. Một hệ thống phân cấp xã hội giữa những người Bà La Môn xác định các nhiệm vụ và chức năng tương ứng của họ. Các nhà chiêm tinh Bà la môn được gọi là huya (ဟူးရား) chịu trách nhiệm xác định các phép tính chiêm tinh, chẳng hạn như xác định thời điểm tốt lành cho việc thành lập kinh đô mới, cung điện mới, chùa chiền, hoặc giả định về nơi ở của hoàng gia, thông báo một cuộc gặp, rời khỏi địa điểm, thăm viếng một ngôi chùa hoặc bắt đầu một chiến dịch quân sự. Họ cũng thiết lập lịch tôn giáo, chuẩn bị niên lịch (သင်္ကြန်စာ), tính toán nhật thực và nguyệt thực sắp tới, xác định các ngày lễ hội chính dựa trên chu kỳ âm lịch, và thông báo ngày giờ tốt lành. Một nhóm đặc biệt gồm những người Bà La Môn thực hiện nghi lễ abhiseka cũng được chọn làm pyinnya shi (ပညာရှိ), được chỉ định là cố vấn hoàng gia.

### Nghi lễ hoàng gia
Các buổi lễ tổ chức xa hoa xung quanh nghi thức mừng thọ các thành viên hoàng gia. Nhưng người Bà La Môn chủ trì các nghi lễ tốt lành này, bao gồm lễ xây dựng kinh đô hoàng gia mới, lễ cúng cung điện mới, lễ cày hoàng gia, lễ đặt tên, lễ ăn cơm mới, lễ thôi nôi, lễ xức đầu abhiseka, lễ năm mới (Thingyan) của người Miến... Trong nghi lễ Thingyan, một nhóm 8 người Bà La Môn hoặc 8 nhà sư Phật giáo phun nước ban phước khắp khuôn viên hoàng cung, tại Hluttaw, triều đình, các cổng thành chính và 4 góc của kinh đô. Nhà vua hầu hết tham dự các nghi lễ này cùng với các thành viên hoàng gia.
Các cung điện cụ thể trong hoàng cung được dùng làm nơi tổ chức các nghi lễ mừng thọ khác nhau. Ví dụ, Điện đại lễ là nơi các hoàng tử trẻ đã trải qua nghi lễ đón tuổi Shinbyu và được phong làm Pabbajjā. Đây cũng là địa điểm mà các hoàng tử trẻ đã làm lễ buộc tóc bằng một chiếc topknot (သျှောင်ထုံး). Những bữa tiệc năm mới công phu của người Miến Điện diễn ra tại Hmannandawgyi (မှန်နန်းတော်ကြီ, Điện pha lê): vào ngày thứ ba của năm mới, nhà vua và hoàng hậu dự tiệc bằng gạo Thingyan, nấu cơm được nhúng vào nước thơm lạnh, trong khi ngồi trên ngai vàng của họ. Các buổi biểu diễn âm nhạc và kịch và các bữa tiệc khác cũng được tổ chức trong cung đó.

## Văn hóa xã hội

### Tầng lớp xã hội
Trong triều đại Konbaung, xã hội Miến Điện có phân tầng rất cao. Được mô phỏng một dựa trên bốn varna của đạo Hindu, xã hội Konbaung được chia thành bốn tầng lớp xã hội chung (အမျိုးလေးပါး) theo dòng dõi:
- Người cai trị (မင်းမျိုး) hoặc Khattiya (ခတ္တိယ)
- Thầy tu (ပုဏ္ဏားမျိုး) hoặc Brahmana (ဗြာဟ္မဏ)
- Thương gia (သူဌေးမျိုး) hoặc Vessa (ဝေဿ)
- Thường dân (ဆင်းရဲသားမျိုး) hoặc Tudda (သုဒ္ဒ)

Xã hội cũng phân biệt giữa tự do và nô lệ (ကျွန်မျိုး), là những người mắc nợ hoặc tù nhân chiến tranh (bao gồm cả những người được mang về từ các chiến dịch quân sự ở Arakan, Ayuthaya và Manipur), nhưng có thể thuộc một trong bốn giai cấp. Cũng có sự phân biệt giữa người nộp thuế và người không nộp thuế. Những người dân thường đóng thuế được gọi là athi (အသည်), trong khi những cá nhân không đóng thuế, thường thuộc triều đình hoặc dưới sự phục vụ của chính phủ, được gọi là ahmuhtan (အမှုထမ်း).
Ngoài chức vụ cha truyền con nối, có hai con đường chính để ảnh hưởng: gia nhập quân đội (မင်းမှုထမ်း) và gia nhập Tăng đoàn Phật giáo trong các tự viện.

### Luật hạn chế
Luật hạn chế gọi là yazagaing quy định cuộc sống và tiêu dùng của thần dân Miến ở vương quốc Konbaung, mọi thứ từ phong cách nhà ở đến quần áo phù hợp với địa vị xã hội của một người, từ các quy định liên quan đến nghi lễ danh dự và quan tài được sử dụng để sử dụng các hình thức biểu đạt khác nhau dựa trên cấp bậc và địa vị xã hội. Đặc biệt, luật hạn chế ở thủ đô hoàng gia cực kỳ nghiêm ngặt và có tính chất chặt chẽ nhất.
Ví dụ, luật hạn chế cấm người dân Miến Điện bình thường xây nhà bằng đá hoặc gạch và quy định số tầng trên mái có hình chóp trang trí (gọi là pyatthat) được phép ở phía trên nơi ở của một người - Đại sảnh tiếp khách trong cung điện hoàng gia và 4 cổng chính của kinh thành hoàng gia, cũng như các tu viện, được phép 9 cấp trong khi của các hoàng thân triều cống quyền lực nhất (sawbwa) chỉ được phép 7 bậc.
Luật hạn chế quy định 5 loại tang lễ và nghi thức dành cho từng loại: nhà vua, các thành viên hoàng gia, người nắm giữ các chức quan cấp bộ, thương nhân và những người có tước vị, và nông dân (những người không nhận được nghi thức nào khi chết).
Các quy định hạn chế về trang phục và trang trí đã được tuân thủ cẩn thận. Các thiết kế với phù hiệu con công được dành riêng cho hoàng gia và áo khoác dài đến hông (ထိုင်မသိမ်းအင်္ကျီ) và áo khoác ngoài được dành cho các quan chức. Đôi dép nhung (ကတ္တီပါဖိနပ်) chỉ được sử dụng bởi hoàng gia. Vòng chân bằng vàng chỉ được đeo bởi trẻ em hoàng gia. Vải lụa, đính hoa bằng vàng và bạc và hình động vật chỉ được phép mặc bởi các thành viên hoàng gia và vợ của các thượng thư. Trang sức bằng ngọc và đá quý cũng được quy định tương tự. Việc sử dụng hinthapada (ဟင်္သပဒါး), một loại thuốc nhuộm màu đỏ son làm từ chu sa đã được quy định.

## Danh sách các vua Triều Konbaung
| STT | Tước hiệu   | Dịch nghĩa             | Dòng dõi                     | Trị vì    | Ghi chú |
| --- | ----------- | ---------------------- | ---------------------------- | --------- | --- |
| 1   | Alaungpaya  | Phật vương Tương lại   | Sáng lập                     | 1752–1760 | Người sáng lập vương triều và Đế chế Miến Điện thứ ba, xâm lược Ayutthaya. |
| 2   | Naungdawgyi | Tôn tưởng Hoàng gia    | Con trai                     | 1760–1763 | Xâm lược Ayutthaya với cha của mình. |
| 3   | Hsinbyushin | Chúa tể của Bạch tượng | Em                           | 1763–1776 | Xâm lược và cướp phá Ayutthaya, xâm lược Chiang Mai và Lào, xâm lược Manipur, đẩy lùi thành công 4 cuộc xâm lược của Đại Thanh.                                                 |
| 4   | Singu       | Vua Singu              | Con trai                     | 1776–1781 | |
| 5   | Phaungka    | Chúa tể Phaungka       | Anh họ (con của Naungdawgyi) | 1782      | Triều đại ngắn nhất trong lịch sử Konbaung chỉ hơn một tuần. |
| 6   | Bodawpaya   | Ông hoàng              | Chú (con của Alaungpaya)     | 1782–1819 | Xâm lược và thôn tính Arakan, xâm lược Ayutthaya. |
| 7   | Bagyidaw    | Hoàng thúc trưởng      | Cháu nội                     | 1819–1837 | Xâm lược Ayutthaya cùng với ông nội của mình, xâm lược Assam và Manipur, bị đánh bại trong Chiến tranh Anh–Miến thứ nhất.                                                       |
| 8   | Tharrawaddy | Vua Tharrawaddy        | Em trai                      | 1837–1846 | Chiến đấu trong Chiến tranh Anh-Miến Điện lần thứ nhất với tư cách là Hoàng tử của Tharrawaddy.                                                                                 |
| 9   | Pagan       | Vua Pagan              | Con trai                     | 1846–1853 | Bị Mindon lật đổ sau thất bại trong Chiến tranh Anh–Miến thứ hai. |
| 10  | Mindon      | Vua Mindon             | Anh trai cùng cha khác mẹ    | 1853–1878 | Đàm phán hòa bình với Đế quốc Anh; đã may mắn trốn thoát trong một cuộc đảo chính cung đình của hai người con trai của mình nhưng anh trai của ông Thái tử Ka Naung đã bị giết. |
| 11  | Thibaw      | Vua Thibaw             | Con trai                     | 1878–1885 | Vị vua cuối cùng của Miến Điện, buộc phải thoái vị và lưu vong sang Ấn Độ sau thất bại trong Chiến tranh Anh–Miến thứ ba.                                                       |

### Cây gia phả
|        |        |        |        |        |        |   |   |   |   |   |   |                       |                       |                       |                       |                       |                       | 1                       |                         |                         |                         |                         |                         |                      |                      |                      |                      |                      |                      |                   |                   |                   |                   |                   |                   |    |    |    |    |    |    |                         |                         |                         |                         |                         |                         |                    |                    |                    |                    |                    |                    |                         |                         |                         |                         |                         |                         |                 |                 |                 |                 |                 |                 |            |            |            |            |            |            |  |  |
|        |        |        |        |        |        |   |   |   |   |   |   |                       |                       |                       |                       |                       |                       | Alaungpaya (1752–1760)  | Alaungpaya (1752–1760)  | Alaungpaya (1752–1760)  | Alaungpaya (1752–1760)  | Alaungpaya (1752–1760)  | Alaungpaya (1752–1760)  |                      |                      |                      |                      |                      |                      | Yun San           | Yun San           | Yun San           | Yun San           | Yun San           | Yun San           |    |    |    |    |    |    |                         |                         |                         |                         |                         |                         |                    |                    |                    |                    |                    |                    |                         |                         |                         |                         |                         |                         |                 |                 |                 |                 |                 |                 |            |            |            |            |            |            |  |  |
|        |        |        |        |        |        |   |   |   |   |   |   |                       |                       |                       |                       |                       |                       | Alaungpaya (1752–1760)  | Alaungpaya (1752–1760)  | Alaungpaya (1752–1760)  | Alaungpaya (1752–1760)  | Alaungpaya (1752–1760)  | Alaungpaya (1752–1760)  |                      |                      |                      |                      |                      |                      | Yun San           | Yun San           | Yun San           | Yun San           | Yun San           | Yun San           |    |    |    |    |    |    |                         |                         |                         |                         |                         |                         |                    |                    |                    |                    |                    |                    |                         |                         |                         |                         |                         |                         |                 |                 |                 |                 |                 |                 |            |            |            |            |            |            |  |  |
|        |        |        |        |        |        |   |   |   |   |   |   |                       |                       |                       |                       |                       |                       |                         |                         |                         |                         |                         |                         |                      |                      |                      |                      |                      |                      |                   |                   |                   |                   |                   |                   |    |    |    |    |    |    |                         |                         |                         |                         |                         |                         |                    |                    |                    |                    |                    |                    |                         |                         |                         |                         |                         |                         |                 |                 |                 |                 |                 |                 |            |            |            |            |            |            |  |  |
|        |        |        |        |        |        |   |   |   |   |   |   |                       |                       |                       |                       |                       |                       |                         |                         |                         |                         |                         |                         |                      |                      |                      |                      |                      |                      |                   |                   |                   |                   |                   |                   |    |    |    |    |    |    |                         |                         |                         |                         |                         |                         |                    |                    |                    |                    |                    |                    |                         |                         |                         |                         |                         |                         |                 |                 |                 |                 |                 |                 |            |            |            |            |            |            |  |  |
|        |        |        |        |        |        |   |   |   |   |   |   | 3                     | 3                     | 3                     | 3                     | 3                     | 3                     |                         |                         |                         |                         |                         |                         | 6                    | 6                    | 6                    | 6                    | 6                    | 6                    |                   |                   |                   |                   |                   |                   | 2  | 2  | 2  | 2  | 2  | 2  |                         |                         |                         |                         |                         |                         |                    |                    |                    |                    |                    |                    |                         |                         |                         |                         |                         |                         |                 |                 |                 |                 |                 |                 |            |            |            |            |            |            |  |  |
| Me Hla | Me Hla | Me Hla | Me Hla | Me Hla | Me Hla |   |   |   |   |   |   | 3                     | 3                     | 3                     | 3                     | 3                     | 3                     | Hsinbyushin (1763–1776) | Hsinbyushin (1763–1776) | Hsinbyushin (1763–1776) | Hsinbyushin (1763–1776) | Hsinbyushin (1763–1776) | Hsinbyushin (1763–1776) | 6                    | 6                    | 6                    | 6                    | 6                    | 6                    |                   |                   |                   |                   |                   |                   | 2  | 2  | 2  | 2  | 2  | 2  | Bodawpaya (1782–1819)   | Bodawpaya (1782–1819)   | Bodawpaya (1782–1819)   | Bodawpaya (1782–1819)   | Bodawpaya (1782–1819)   | Bodawpaya (1782–1819)   |                    |                    |                    |                    |                    |                    | Naungdawgyi (1760–1763) | Naungdawgyi (1760–1763) | Naungdawgyi (1760–1763) | Naungdawgyi (1760–1763) | Naungdawgyi (1760–1763) | Naungdawgyi (1760–1763) |                 |                 |                 |                 |                 |                 | Shin Hpo U | Shin Hpo U | Shin Hpo U | Shin Hpo U | Shin Hpo U | Shin Hpo U |  |  |
| Me Hla | Me Hla | Me Hla | Me Hla | Me Hla | Me Hla |   |   |   |   |   |   |                       |                       |                       |                       |                       |                       | Hsinbyushin (1763–1776) | Hsinbyushin (1763–1776) | Hsinbyushin (1763–1776) | Hsinbyushin (1763–1776) | Hsinbyushin (1763–1776) | Hsinbyushin (1763–1776) |                      |                      |                      |                      |                      |                      |                   |                   |                   |                   |                   |                   |    |    |    |    |    |    | Bodawpaya (1782–1819)   | Bodawpaya (1782–1819)   | Bodawpaya (1782–1819)   | Bodawpaya (1782–1819)   | Bodawpaya (1782–1819)   | Bodawpaya (1782–1819)   |                    |                    |                    |                    |                    |                    | Naungdawgyi (1760–1763) | Naungdawgyi (1760–1763) | Naungdawgyi (1760–1763) | Naungdawgyi (1760–1763) | Naungdawgyi (1760–1763) | Naungdawgyi (1760–1763) |                 |                 |                 |                 |                 |                 | Shin Hpo U | Shin Hpo U | Shin Hpo U | Shin Hpo U | Shin Hpo U | Shin Hpo U |  |  |
|        |        |        |        |        |        |   |   |   |   |   |   |                       |                       |                       |                       |                       |                       |                         |                         |                         |                         |                         |                         |                      |                      |                      |                      |                      |                      |                   |                   |                   |                   |                   |                   |    |    |    |    |    |    |                         |                         |                         |                         |                         |                         |                    |                    |                    |                    |                    |                    |                         |                         |                         |                         |                         |                         |                 |                 |                 |                 |                 |                 |            |            |            |            |            |            |  |  |
|        |        |        |        |        |        | 4 | 4 | 4 | 4 | 4 | 4 |                       |                       |                       |                       |                       |                       |                         |                         |                         |                         |                         |                         |                      |                      |                      |                      |                      |                      |                   |                   |                   |                   |                   |                   |    |    |    |    |    |    | 5                       | 5                       | 5                       | 5                       | 5                       | 5                       |                    |                    |                    |                    |                    |                    |                         |                         |                         |                         |                         |                         |                 |                 |                 |                 |                 |                 |            |            |            |            |            |            |  |  |
|        |        |        |        |        |        | 4 | 4 | 4 | 4 | 4 | 4 | Singu Min (1776–1781) | Singu Min (1776–1781) | Singu Min (1776–1781) | Singu Min (1776–1781) | Singu Min (1776–1781) | Singu Min (1776–1781) |                         |                         |                         |                         |                         |                         |                      |                      |                      |                      |                      |                      | Thado Minsaw      | Thado Minsaw      | Thado Minsaw      | Thado Minsaw      | Thado Minsaw      | Thado Minsaw      |    |    |    |    |    |    | 5                       | 5                       | 5                       | 5                       | 5                       | 5                       |                    |                    |                    |                    |                    |                    | Phaungka (1782)         | Phaungka (1782)         | Phaungka (1782)         | Phaungka (1782)         | Phaungka (1782)         | Phaungka (1782)         |                 |                 |                 |                 |                 |                 |            |            |            |            |            |            |  |  |
|        |        |        |        |        |        |   |   |   |   |   |   | Singu Min (1776–1781) | Singu Min (1776–1781) | Singu Min (1776–1781) | Singu Min (1776–1781) | Singu Min (1776–1781) | Singu Min (1776–1781) |                         |                         |                         |                         |                         |                         |                      |                      |                      |                      |                      |                      | Thado Minsaw      | Thado Minsaw      | Thado Minsaw      | Thado Minsaw      | Thado Minsaw      | Thado Minsaw      |    |    |    |    |    |    |                         |                         |                         |                         |                         |                         |                    |                    |                    |                    |                    |                    | Phaungka (1782)         | Phaungka (1782)         | Phaungka (1782)         | Phaungka (1782)         | Phaungka (1782)         | Phaungka (1782)         |                 |                 |                 |                 |                 |                 |            |            |            |            |            |            |  |  |
|        |        |        |        |        |        |   |   |   |   |   |   |                       |                       |                       |                       |                       |                       |                         |                         |                         |                         |                         |                         |                      |                      |                      |                      |                      |                      |                   |                   |                   |                   |                   |                   |    |    |    |    |    |    |                         |                         |                         |                         |                         |                         |                    |                    |                    |                    |                    |                    |                         |                         |                         |                         |                         |                         |                 |                 |                 |                 |                 |                 |            |            |            |            |            |            |  |  |
|        |        |        |        |        |        |   |   |   |   |   |   |                       |                       |                       |                       |                       |                       | 7                       | 7                       | 7                       | 7                       | 7                       | 7                       |                      |                      |                      |                      |                      |                      | 8                 | 8                 | 8                 | 8                 | 8                 | 8                 |    |    |    |    |    |    |                         |                         |                         |                         |                         |                         |                    |                    |                    |                    |                    |                    |                         |                         |                         |                         |                         |                         |                 |                 |                 |                 |                 |                 |            |            |            |            |            |            |  |  |
|        |        |        |        |        |        |   |   |   |   |   |   |                       |                       |                       |                       |                       |                       | 7                       | 7                       | 7                       | 7                       | 7                       | 7                       | Bagyidaw (1819–1837) | Bagyidaw (1819–1837) | Bagyidaw (1819–1837) | Bagyidaw (1819–1837) | Bagyidaw (1819–1837) | Bagyidaw (1819–1837) | 8                 | 8                 | 8                 | 8                 | 8                 | 8                 |    |    |    |    |    |    | Tharrawaddy (1837–1846) | Tharrawaddy (1837–1846) | Tharrawaddy (1837–1846) | Tharrawaddy (1837–1846) | Tharrawaddy (1837–1846) | Tharrawaddy (1837–1846) |                    |                    |                    |                    |                    |                    |                         |                         |                         |                         |                         |                         |                 |                 |                 |                 |                 |                 |            |            |            |            |            |            |  |  |
|        |        |        |        |        |        |   |   |   |   |   |   |                       |                       |                       |                       |                       |                       |                         |                         |                         |                         |                         |                         | Bagyidaw (1819–1837) | Bagyidaw (1819–1837) | Bagyidaw (1819–1837) | Bagyidaw (1819–1837) | Bagyidaw (1819–1837) | Bagyidaw (1819–1837) |                   |                   |                   |                   |                   |                   |    |    |    |    |    |    | Tharrawaddy (1837–1846) | Tharrawaddy (1837–1846) | Tharrawaddy (1837–1846) | Tharrawaddy (1837–1846) | Tharrawaddy (1837–1846) | Tharrawaddy (1837–1846) |                    |                    |                    |                    |                    |                    |                         |                         |                         |                         |                         |                         |                 |                 |                 |                 |                 |                 |            |            |            |            |            |            |  |  |
|        |        |        |        |        |        |   |   |   |   |   |   |                       |                       |                       |                       |                       |                       |                         |                         |                         |                         |                         |                         |                      |                      |                      |                      |                      |                      |                   |                   |                   |                   |                   |                   |    |    |    |    |    |    |                         |                         |                         |                         |                         |                         |                    |                    |                    |                    |                    |                    |                         |                         |                         |                         |                         |                         |                 |                 |                 |                 |                 |                 |            |            |            |            |            |            |  |  |
|        |        |        |        |        |        |   |   |   |   |   |   |                       |                       |                       |                       |                       |                       |                         |                         |                         |                         |                         |                         | 9                    | 9                    | 9                    | 9                    | 9                    | 9                    |                   |                   |                   |                   |                   |                   | 10 | 10 | 10 | 10 | 10 | 10 |                         |                         |                         |                         |                         |                         |                    |                    |                    |                    |                    |                    |                         |                         |                         |                         |                         |                         |                 |                 |                 |                 |                 |                 |            |            |            |            |            |            |  |  |
|        |        |        |        |        |        |   |   |   |   |   |   |                       |                       |                       |                       |                       |                       |                         |                         |                         |                         |                         |                         | 9                    | 9                    | 9                    | 9                    | 9                    | 9                    | Pagan (1846–1853) | Pagan (1846–1853) | Pagan (1846–1853) | Pagan (1846–1853) | Pagan (1846–1853) | Pagan (1846–1853) | 10 | 10 | 10 | 10 | 10 | 10 |                         |                         |                         |                         |                         |                         | Mindon (1853–1878) | Mindon (1853–1878) | Mindon (1853–1878) | Mindon (1853–1878) | Mindon (1853–1878) | Mindon (1853–1878) |                         |                         |                         |                         |                         |                         | Laungshe Mibaya | Laungshe Mibaya | Laungshe Mibaya | Laungshe Mibaya | Laungshe Mibaya | Laungshe Mibaya |            |            |            |            |            |            |  |  |
|        |        |        |        |        |        |   |   |   |   |   |   |                       |                       |                       |                       |                       |                       |                         |                         |                         |                         |                         |                         |                      |                      |                      |                      |                      |                      | Pagan (1846–1853) | Pagan (1846–1853) | Pagan (1846–1853) | Pagan (1846–1853) | Pagan (1846–1853) | Pagan (1846–1853) |    |    |    |    |    |    |                         |                         |                         |                         |                         |                         | Mindon (1853–1878) | Mindon (1853–1878) | Mindon (1853–1878) | Mindon (1853–1878) | Mindon (1853–1878) | Mindon (1853–1878) |                         |                         |                         |                         |                         |                         | Laungshe Mibaya | Laungshe Mibaya | Laungshe Mibaya | Laungshe Mibaya | Laungshe Mibaya | Laungshe Mibaya |            |            |            |            |            |            |  |  |
|        |        |        |        |        |        |   |   |   |   |   |   |                       |                       |                       |                       |                       |                       |                         |                         |                         |                         |                         |                         |                      |                      |                      |                      |                      |                      |                   |                   |                   |                   |                   |                   |    |    |    |    |    |    |                         |                         |                         |                         |                         |                         |                    |                    |                    |                    |                    |                    |                         |                         |                         |                         |                         |                         |                 |                 |                 |                 |                 |                 |            |            |            |            |            |            |  |  |
|        |        |        |        |        |        |   |   |   |   |   |   |                       |                       |                       |                       |                       |                       |                         |                         |                         |                         |                         |                         |                      |                      |                      |                      |                      |                      |                   |                   |                   |                   |                   |                   |    |    |    |    |    |    | 11                      |                         |                         |                         |                         |                         |                    |                    |                    |                    |                    |                    |                         |                         |                         |                         |                         |                         |                 |                 |                 |                 |                 |                 |            |            |            |            |            |            |  |  |
|        |        |        |        |        |        |   |   |   |   |   |   |                       |                       |                       |                       |                       |                       |                         |                         |                         |                         |                         |                         |                      |                      |                      |                      |                      |                      |                   |                   |                   |                   |                   |                   |    |    |    |    |    |    | Thibaw (1878–1885)      |                         |                         |                         |                         |                         |                    |                    |                    |                    |                    |                    |                         |                         |                         |                         |                         |                         |                 |                 |                 |                 |                 |                 |            |            |            |            |            |            |  |  |

Ghi chú
1. ↑  Anh trai cùng cha khác mẹ của Mindon, con trai của Công chúa Me Myat Shwe.
2. ↑  Em trai cùng cha khác mẹ của Pagan.

## Kinh đô

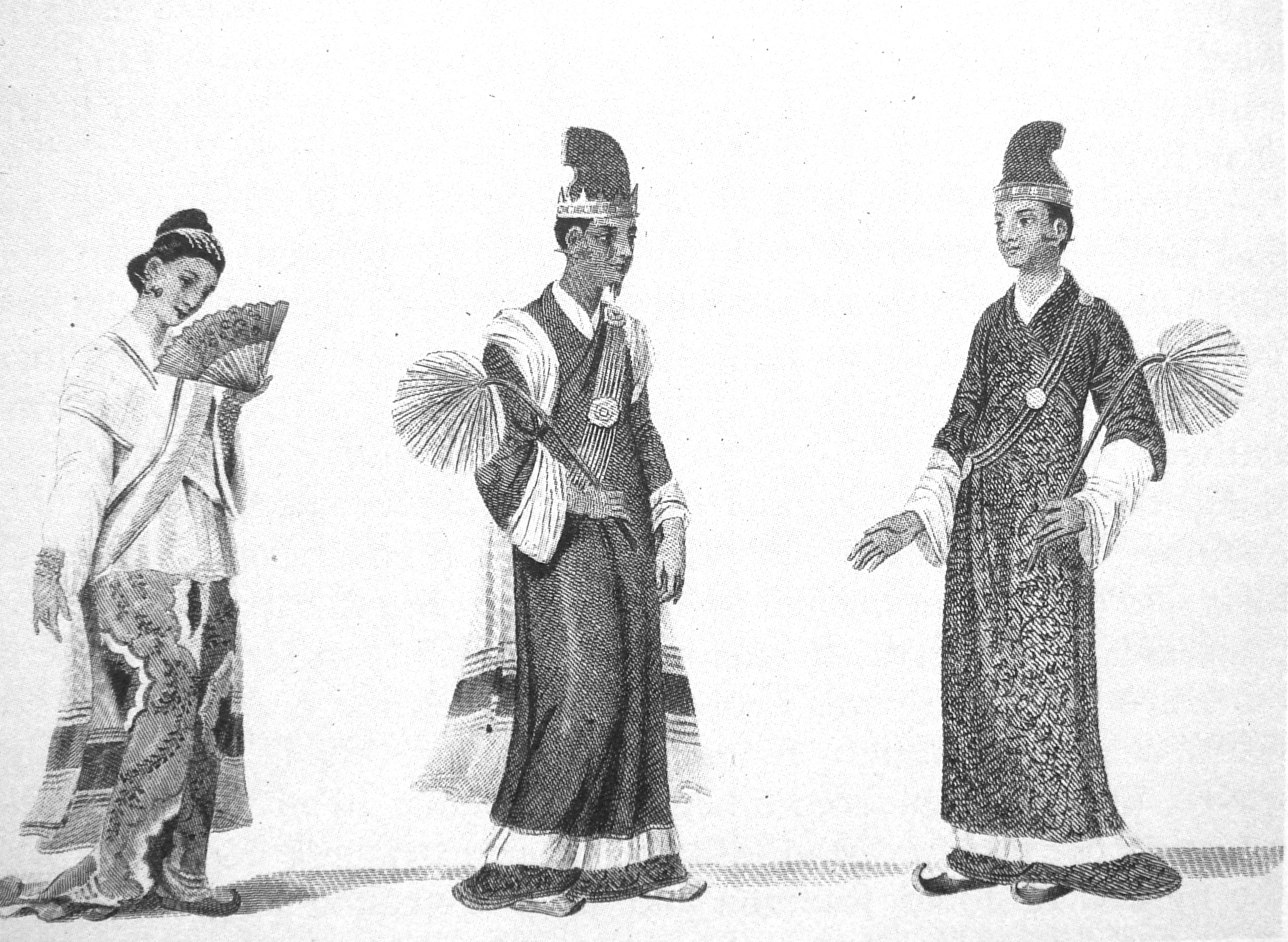
Quan lại Konbaung, năm 1795

- Shwebo (1752-1760)
- Sagaing (1760-1764)
- Ava (1764-1783)
- Amarapura (1783-1823)
- Ava (1823-1841)
- Amarapura (1841-1859)
- Mandalay (1859-1885)